# Uresiphita insulicola
Uresiphita insulicola là một loài bướm đêm trong họ Crambidae.